# Sigilação
A Sigilação ou Sigilização é uma técnica usada na Magia do Caos, e que também já foi utilizada por diversas culturas, como a Nórdica e a Africana. Baseia-se na elaboração de símbolos, que podem ser próprios ou uma combinação de símbolos existentes, com a intenção de ativar o subconsciente com um desejo, que se manifestará ou se realizará. Para ativar o subconsciente, o mago transmuta seu desejo em um desenho ou símbolo, e o lança em gnose para que este aja no real sensível. A formalização do termo se deu a partir dos estudos de Austin Osman Spare, Peter J. Carroll e Aleister Crowley.

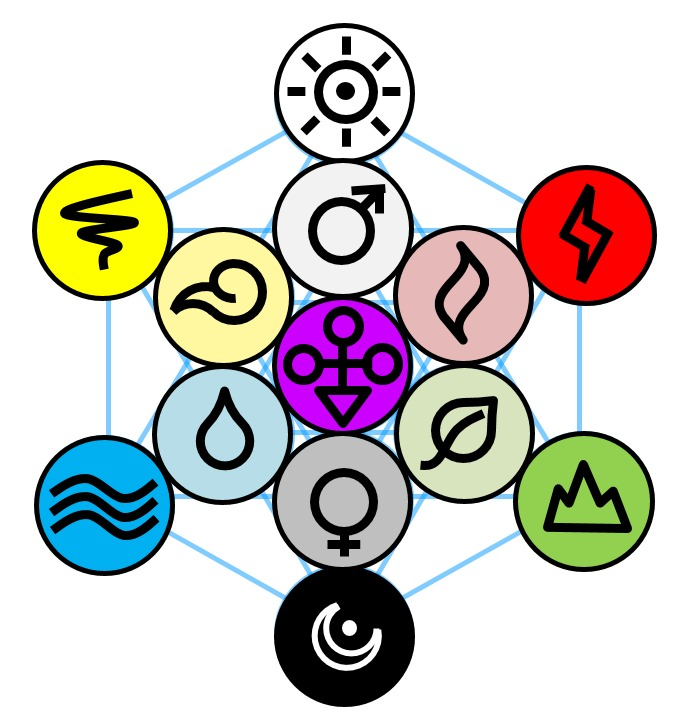
13 Sigilos elementais.

Para exemplos de sigilos utilizados por diversas culturas, vide Sigilo (magia). Para entender a teoria geral de funcionamento, vide Caoísmo e Magia do Caos.
Existem diversas técnicas de sigilização, principalmente em relação ao lançamento, à ativação e à energização.

## Exemplos de Métodos

### Criação
O primeiro passo para a criação do sigilo é resumir seu desejo em uma frase, de forma clara, sem muitos detalhes, como por exemplo: "Quero dinheiro para comprar meu apartamento até meu aniversário em Janeiro de 2011", podemos resumir esta frase para "dinheiro para o apartamento".
Em seguida, devem-se retirar as letras repetidas, espaços e acentos. No exemplo, a frase fica resumida como "DINHEROPATM".
Essas letras então devem ser dispostas de maneira a se criar um símbolo elegante, agradável ao magista. O importante é que o magista tenha afinidade com o sigilo que cria, e não o fazer de qualquer forma. Sendo assim, o melhor a se fazer é desenvolver uma técnica pessoal para a criação destes sigilos.
Pode-se retirar ou modificar o que se quiser no símbolo, primando a perfeição e elegância. É bom frisar que o símbolo não pode ter ligação direta com o intento, já que o objetivo da construção do sigilo é evocar as energias do desejo, para que este possa passar ao inconsciente sem ser atraído pela mente consciente, de modo a modificar a realidade em função do desejo do mago.
No momento da especificação do intento, é vantajoso ser consciente dos meios para obter o resultado desejado. Dessa forma, alterar o intento de "Quero dinheiro para comprar meu apartamento até meu aniversário em Janeiro de 2011" para "Quero dinheiro para comprar meu apartamento com o dinheiro da venda de meus livros até meu aniversário em Janeiro de 2011" pode aumentar a efetividade do sigilo.
Esquema rústico para exemplificar a construção do sigilo. (Este exemplo é para a frase "Quero ingressos para o show de Rock do dia 27".)

### Lançamento
Há variadas formas de lançamento de um sigilo, porém a tradicional é feita da seguinte forma: enquanto visualiza o sigilo deve-se afastar da mente todo e qualquer pensamento, principalmente em relação ao desejo e assim criar um "vácuo" em sua mente, isso permitira que o sigilo passe do consciente para o subconsciente de modo despercebido. O lançamento pode ser feito junto com outras atividades como caminhadas, relaxamento ou sexo, mais uma vez lembrando que a experiência pessoal é imprescindível.
Após o lançamento, o desejo e a expectativa de resultados devem ser afastados da mente. Evitar a ansiedade constante por resultados pode ser difícil, mas é necessário para que o desejo se manifeste.
Para outros métodos de sigilização, vide Sigilo (magia).